# Sofia Naboko
Sofia Ivanovna Naboko (Софья Ивановна Набоко) née le 13/26 septembre 1909 à Saint-Pétersbourg et morte le 17 février 2005 à Moscou, est une volcanologue soviétique, l'une des fondatrices de la volcanologie en URSS, docteur en science géologo-minéralogique.
Elle a écrit plus de 250 travaux scientifiques concernant différents aspects de la volcanologie, la géochimie des systèmes volcanogènes modernes hydrothermaux, la genèse des minerais.

## Biographie
Elle naît le 13 septembre 1909 à Saint-Pétersbourg dans la famille d'un comptable du nom d'Ivan Naboko d'origine ukrainienne, sa mère est enseignante de russe.
Elle termine dix ans d'études à l'école unie soviétique de travail en 1928. Afin d'avoir une expérience professionnelle, condition nécessaire pour entrer dans une université, elle est allée travailler pour le chemin de fer en tant qu'assistante machiniste. En 1929, elle entre au département de géochimie de l'institut polytechnique de Léningrad qui en 1930 devient une partie de l'institut des mines de Léningrad. Dès la deuxième année, elle commence à participer à des expéditions scientifiques de terrain, d'abord pour collecter en tant que chimiste dans la zone hydrogéologique de Krivoï Rog de l'institut central de recherche de prospection géologique, puis en qualité de collecteuse pour le groupe de recherche géologique du Kazakhstan de l'Académie des sciences de l'URSS. En 1933, Sofia Ivanovna devient chef du groupe géologique pour l'étude des matières premières optiques et du mica de l'institut central de recherche de prospection géologique, où elle reste pour travailler après avoir obtenu son diplôme de l'institut des mines en 1934 (elle obtient la spécialité d'ingénieur-géologue pour l'arpentage et la prospection de gisements minéraux). Ses professeurs sont les académiciens Franz Loewinson-Lessing, Alexandre Zavaritski et du professeur Boris Koupletski.
En 1935, Sofia Naboko déménage à Moscou pour travailler à l'institut académique de sciences géologiques. Au cours de la saison sur le terrain de la même année, elle travaille comme géologue du groupe extrême-oriental de l'Académie des sciences de l'URSS. En 1936, à sa demande personnelle, Sofia Ivanovna est envoyée en tant que géologue à la station volcanologique du Kamtchatka nouvellement organisée dans le village de Klioutchi, liant ainsi à jamais sa vie aux volcans.

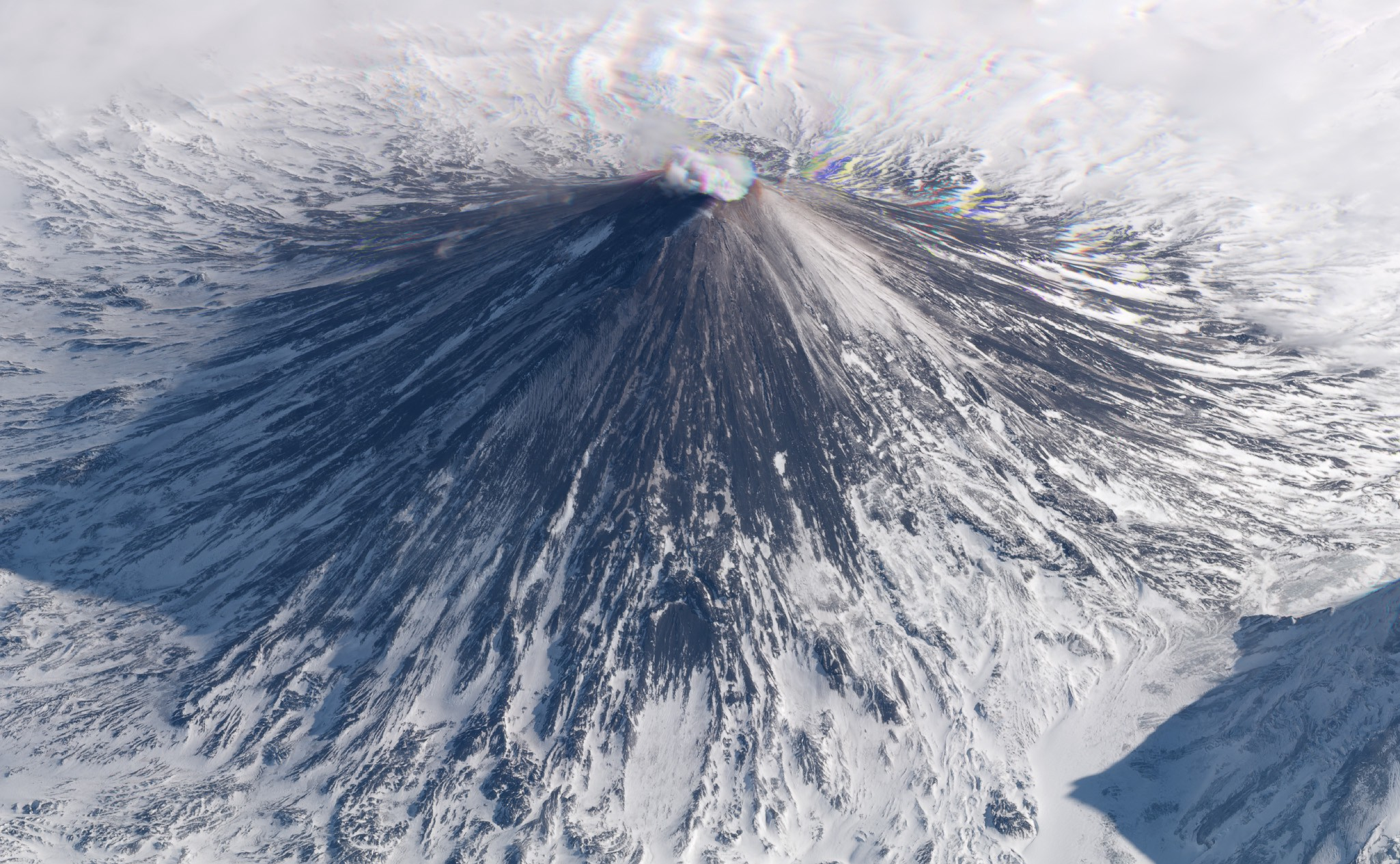
Le Klioutchevskoï.

En août 1936, elle monte avec d'autres volcanologues de la station volcanique, au cratère du volcan le plus élevé en activité d'Eurasie, le Klioutchevskoï (ou volcan de Klioutchi); la scientifique prélève des échantillons de roches ignées fraîches puis décrit la morphologie de la zone du cratère. En 1938, elle étudie l'éruption du volcan de Klioutchi à partir des cratères latéraux, le Bilioukaï, le Tiranus et le Kozeï, nommés ainsi par elle-même d'après les noms des dieux mythologiques koryaks.
Elle est évacuée pendant la Grande Guerre patriotique de Moscou à Sverdlovsk. En 1942, elle est secrétaire scientifique du laboratoire de volcanologie de l'Académie des sciences de l'URSS. Elle défend sa thèse sur le thème L'Éruption du Bilioukaï, cratère latéral du volcan de Klioutchi. En 1963, elle défend sa thèse de doctorat d'État qui est publiée comme monographie, Le Métamorphisme hydrothermal des roches en zones volcaniques. Elle-même est docteur de thèse pour trois thèses de doctorat et douze thèses de candidats au doctorat.
Quand en 1962, est ouvert dans le Kamtchatka l'institut de volcanologie, elle en est pendant plusieurs années le directeur adjoint. Elle supervise le laboratoire des processus post-magmatiques créé par elle. Sous sa direction scientifique, des travaux sont menés dans presque tous les champs hydrothermaux forés du Kamtchatka et des îles Kouriles. Elle habite constamment au Kamtchatka, jusqu'en 1993. En 1993, lors d'une éruption soudaine du volcan Galeros en Colombie, le fils de Sofia Ivanovna, Igor, meurt tragiquement. En 1994, elle prend une retraite bien méritée, quitte le Kamtchatka et s'installe à Moscou.
Parallèlement à son travail scientifique, elle a mené des activités sociales: elle était membre du Comité de solidarité des femmes en Asie et en Afrique, ainsi que députée du Conseil des députés des travailleurs de la ville de Petropavlovsk-Kamtchatski et candidate membre du comité régional du PCUS.
Elle meurt le 17 février 2005 à Moscou.
En 2014, le musée régional du Kamtchatka accueille l'exposition Les Scientifiques du Kamtchatka, où des photographies, des documents de la collection personnelle et des objets de Sofia Ivanovna Naboko sont présentés.

### Vie privée
Sofia Ivanovna Naboko s'est mariée deux fois: avec le géologue Alexandre Meniaïlov (en 1935), puis avec le géologue Evgueni Maleïev. Elle a deux enfants de son premier mariage, Igor (1937-1993) et Irina, tous les deux scientifiques.

## Distinctions
- Ordre de la Révolution d'Octobre
- Ordre de l'Étoile rouge
- Ordre de l'Insigne d'honneur
- Médailles dont celle de « Pour un travail vaillant dans la Grande Guerre patriotique de 1941-1945 ».
- Elle est distinguée comme scientifique émérite de RSFSR.
- Deux minéraux sont nommés en l'honneur de Sofia Naboko, la nabokoïte et la sofiïte[4].